# Das Ding des Jahres

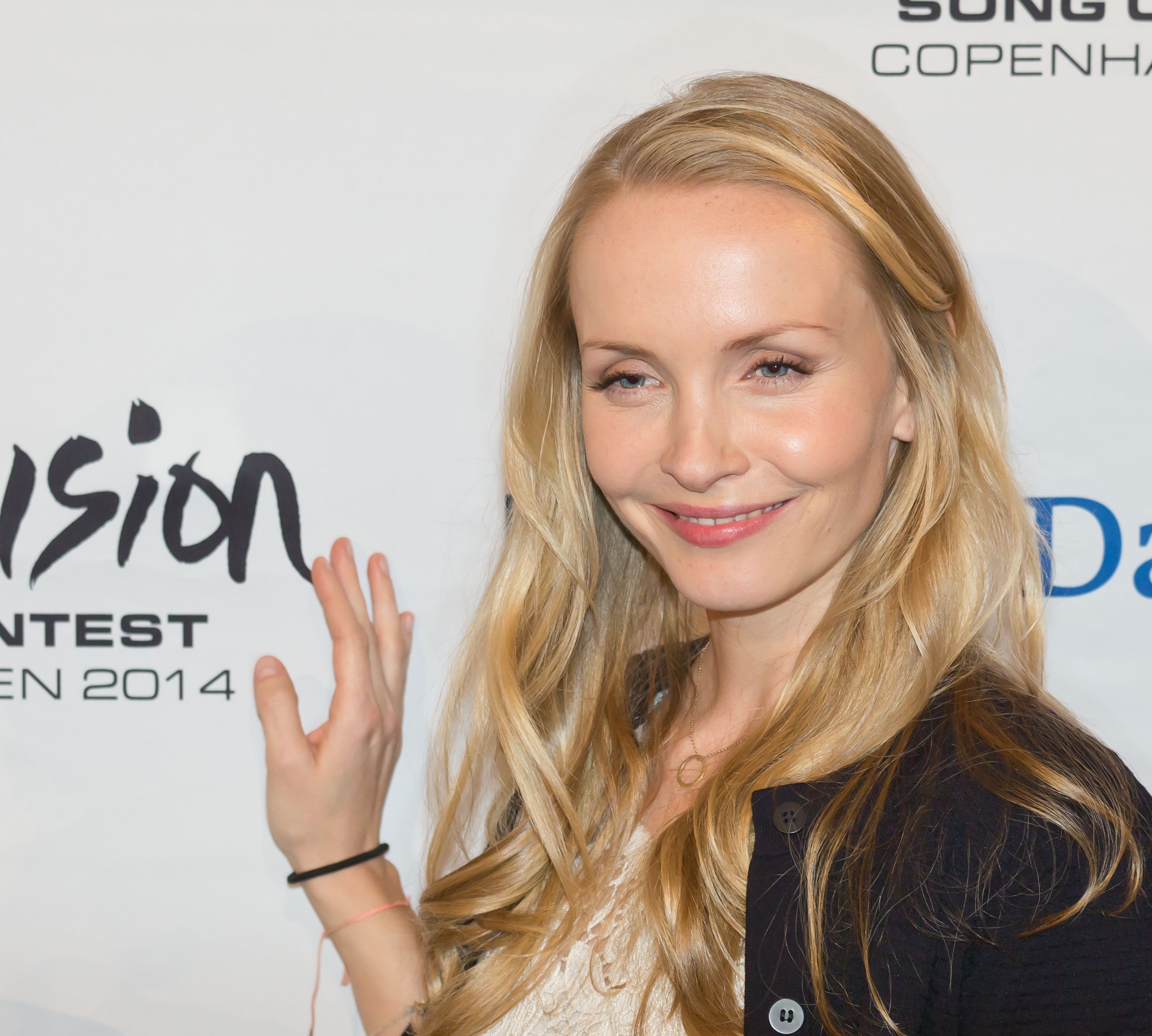
Moderatorin Janin Ullmann

Das Ding des Jahres (kurz DDDJ) ist eine deutsche Unterhaltungsshow, die erstmals am 9. Februar 2018 auf ProSieben ausgestrahlt wurde. In der Show treten Erfinder mit ihrem Produkt gegeneinander an, um einen Werbedeal auf den Sendern der ProSiebenSat.1-Gruppe in Höhe von 2,5 Millionen Euro in der ersten Staffel bzw. ein Preisgeld von 100.000 Euro seit der zweiten Staffel zu gewinnen. In einer Staffel werden fast 100 Erfindungen präsentiert.
Die erste Staffel mit 6 Folgen lief im Februar und März 2018, Sieger wurde der faltbare PKW-Anhänger Faltos von Erfinder Ulrich Müller.
Die zweite Staffel wurde mit ebenfalls 6 Folgen im Februar und März 2019 ausgestrahlt. Sieger waren die Erfinder Eduard Wiebe und Andreas Neitzel mit der Rollstuhl-Anhängerkupplung Rollikup.
Noch im Finale der zweiten Staffel wurde eine dritte Staffel für 2020 angekündigt. Diese wurde im November 2019 aufgezeichnet. Sieger wurde der von Christoph Kleber und Edna Kleber-Belizário entwickelte Nachhälter.
Produziert wird die Show nach einer Idee von Stefan Raab.

## Konzept

### Vorrunde
In jeder Folge gibt es insgesamt vier Duelle in der 1. Staffel bzw. fünf Duelle seit der 2. Staffel, in den jeweils zwei Teilnehmer mit einer Erfindung gegeneinander antreten. Nach einem Einspielfilm stellt der Erfinder sein Produkt dem Publikum und der Jury ausführlicher vor; wobei nur die Jury das Produkt ausprobieren und Fragen stellen kann. Pro Duell entscheidet das Studiopublikum den Gewinner des Duells. Aus allen Teilnehmern bleiben vier (1. Staffel) bzw. fünf (seit der 2. Staffel) Duell-Gewinner übrig, die zum Ende der Folge erneut zu einer finalen Abstimmung gegeneinander antreten. Das Studiopublikum entscheidet nun, wer ins Finale einzieht. In der ersten Staffel entschied außerdem die Jury in der finalen Abstimmung gemeinsam – unabhängig vom Studiopublikum – einen Duell-Gewinner, der ins Finale einziehen soll. Sollte die Jury und das Studiopublikum unterschiedliche Erfindungen gewählt haben, dann kamen beide ins Finale.
Die Vorrunden werden vorher aufgezeichnet.
In der dritten Staffel wurde ein Vorrundenduell durch ein Duell zwischen zwei Erfindungen von Kindern bzw. Jugendlichen ersetzt.

### Finale
Im Finale, welches in den ersten beiden Staffeln live ausgestrahlt wurde, wurden die Finalisten aus den Vorrunden in zwei Gruppen aufgeteilt. Nach einem Einspielfilm, der die Resonanz des Produkts nach der TV-Ausstrahlung zusammenfasste, und nach einem kurzen Gespräch mit der Moderatorin, wurde ein weiterer Einspieler mit einem Making-of zum Werbespot gezeigt. Nachdem alle Produkte der Gruppe vorgestellt wurden, wurden erstmals die Werbesports der jeweiligen Erfindung präsentiert. Anschließend konnten die Zuschauer in Staffel eins und zwei per Televoting abstimmen, welche Erfindung in die finale Abstimmung kommen soll. Aus jeder Gruppe kommen die zwei Erfindungen mit den meisten Stimmen weiter.
In der finalen Abstimmung wird endgültig der Sieger, in den ersten beiden Staffeln erneut durch ein Televoting, ausgewählt und die Erfindung erhält somit den Titel Das Ding des Jahres sowie einen Werbedeal in Höhe von 2,5 Millionen Euro auf den Sendern der ProSiebenSat.1-Gruppe in der 1. Staffel bzw. ein Preisgeld in Höhe von 100.000 Euro seit der zweiten Staffel.
Der Ablauf und das Punktesystem des Finales der dritten Staffel waren leicht verändert. Diese Folge wurde ebenfalls vorab aufgezeichnet.

## Mitwirkende
Die Moderation der Sendung übernimmt die Schauspielerin und Moderatorin Janin Ullmann. Zur Jury gehören das Model und Moderatorin Lena Gercke, der Moderator und Start-up-Investor Joko Winterscheidt und der Einkaufschef der Rewe Group Hans-Jürgen Moog. Seit der zweiten Staffel verstärkt Lea-Sophie Cramer, Gründerin und Geschäftsführerin des Erotik-Versandhändlers Amorelie, die Jury.

## Folgen und Teilnehmer
Bisher wurden 3 Staffeln mit jeweils 6 Folgen produziert, die 2018 bis 2020 jeweils am Anfang des Jahres auf ProSieben ausgestrahlt wurden.
| Staffel | Episodenanzahl | Anzahl Erfindungen | Anzahl Finalisten | Erstausstrahlung | Erstausstrahlung | Ausstrahlung | Jurymitglieder                                                       | Sieger     |
| Staffel | Episodenanzahl | Anzahl Erfindungen | Anzahl Finalisten | Staffelpremiere  | Staffelfinale    | Ausstrahlung | Jurymitglieder                                                       | Sieger     |
| ------- | -------------- | ------------------ | ----------------- | ---------------- | ---------------- | ------------ | -------------------------------------------------------------------- | ---------- |
| 1       | 6              | 40                 | 8                 | 9. Februar 2018  | 10. März 2018    | Samstags     | Lena Gercke, Joko Winterscheidt, Hans-Jürgen Moog                    | Faltos     |
| 2       | 6              | 56                 | 6                 | 19. Februar 2019 | 26. März 2019    | Dienstags    | Lena Gercke, Joko Winterscheidt, Hans-Jürgen Moog, Lea-Sophie Cramer | Rollikup   |
| 3       | 6              | 56                 | 6+5 N             | 29. Januar 2020  | 4. März 2020     | Mittwochs    | Lena Gercke, Joko Winterscheidt, Hans-Jürgen Moog, Lea-Sophie Cramer | Nachhälter |

### Staffel 1
Während ProSieben auf den Screenforce Days am 21. Juni 2017 mitteilte, dass man eine neue Unterhaltungsshow nach einer Idee von Stefan Raab produzieren werde, wurden im November 2017 fünf Vorrundenfolgen aufgezeichnet. Die erste Folge wurde am Freitag, dem 9. Februar 2018 um 20:15 Uhr ausgestrahlt; die restlichen vier Vorrunden-Folgen wurden seit dem 10. Februar 2018 jedoch samstags um 20:15 Uhr ausgestrahlt. Das Finale wurde schließlich am Samstag, dem 10. März 2018 gezeigt. Pro Vorrunde gibt es vier Duelle mit jeweils zwei Erfindungen. Im Finale traten acht Erfindungen gegeneinander (fünf durch Publikumsentscheidung sowie drei durch Juryentscheidung). Den finalen Preis des Werbedeals in Höhe von 2,5 Millionen Euro gewann Faltos, ein faltbarer PKW-Anhänger.
Legende:
| Folge | Ausstrahlung  | Duell bzw. Gruppe | Erfindung                                                                                    | 1. Voting | 2. Voting |
| ----- | ------------- | ----------------- | -------------------------------------------------------------------------------------------- | --------- | --------- |
| 1     | 9. Feb. 2018  | 1                 | Spirits: Mischt Cocktail-Zutaten nach Bestellung durch eine App                              | 65 %      | 10 %      |
| 1     | 9. Feb. 2018  | 1                 | Clevermess: Messgerät für Kinderfüße und -schuhe                                             | 35 %      | –         |
| 1     | 9. Feb. 2018  | 2                 | Mini Camper T1: Fahrrad-Wohnwagen-Anhänger                                                   | 26 %      | –         |
| 1     | 9. Feb. 2018  | 2                 | Hygienevorrichtung: Toilettenpapier in der Form einer dreieckigen Tüte                       | 74 %      | 22 %      |
| 1     | 9. Feb. 2018  | 3                 | Gourmet-Honiglöffel: Löffel mit Loch in der Mitte und Spitze zum Einhängen im Glas           | 30 %      | –         |
| 1     | 9. Feb. 2018  | 3                 | Dr!ft: Per App ferngesteuertes Auto, das Fahreigenschaften simuliert                         | 70 %      | 29 % 2    |
| 1     | 9. Feb. 2018  | 4                 | EVaR!A-On-Top: Hut, der auf einem Fahrradhelm befestigt werden kann                          | 22 %      | –         |
| 1     | 9. Feb. 2018  | 4                 | Amabrush: Vollautomatische Zahnbürste                                                        | 78 %      | 39 % 1    |
| 2     | 10. Feb. 2018 | 1                 | GA Shaker+: Magnetischer Shaker für Sportlernahrung                                          | 67 %      | 32 %      |
| 2     | 10. Feb. 2018 | 1                 | Fußwiese: Matte für die Dusche zum Reinigen der Füße                                         | 33 %      | –         |
| 2     | 10. Feb. 2018 | 2                 | Amalettomat: Maschine für Crêpes (österr. Amaletto) mit Nuss-Nugat-Creme                     | 38 %      | –         |
| 2     | 10. Feb. 2018 | 2                 | drip.line: Teleskopstange zum Trocknen eines Lappens über einem Spülbecken                   | 62 %      | 27 %      |
| 2     | 10. Feb. 2018 | 3                 | Kick-E: Elektroroller nach der Funktionsweise eines Pedelecs                                 | 61 %      | 17 %      |
| 2     | 10. Feb. 2018 | 3                 | Joozy: Manuelle Zitruspresse, die mit Saugnapf an Wandfliesen befestigt werden kann          | 39 %      | –         |
| 2     | 10. Feb. 2018 | 4                 | SL-Eisblock: Form für einen Eisblock, der zwischen die Flaschen in einer Getränkekiste passt | 54 %      | 24 %      |
| 2     | 10. Feb. 2018 | 4                 | Smart-Luxx: Glasfaser, um die Handy-Taschenlampe als Fahrradbeleuchtung zu nutzen            | 46 %      | –         |
| 3     | 17. Feb. 2018 | 1                 | GreenBBQ: Grillaufsatz zum rauchfreien Grillen                                               | 83 %      | 14 %      |
| 3     | 17. Feb. 2018 | 1                 | HGZ-Schutzleiste: Einbruch-Schutzleiste für Fenster                                          | 17 %      | –         |
| 3     | 17. Feb. 2018 | 2                 | Faltos: Faltbarer PKW-Anhänger                                                               | 85 %      | 32 % 1    |
| 3     | 17. Feb. 2018 | 2                 | TWOCK: Tasche, Weste, Rock in einem                                                          | 15 %      | –         |
| 3     | 17. Feb. 2018 | 3                 | udoq: Universal-Dockingstation                                                               | 33 %      | –         |
| 3     | 17. Feb. 2018 | 3                 | Sockenkuss: Wäsche-Clip für Sockenpaare                                                      | 67 %      | 30 %      |
| 3     | 17. Feb. 2018 | 4                 | TronicDrive: Unsichtbarer Elektroantrieb für Fahrräder                                       | 78 %      | 24 % 2    |
| 3     | 17. Feb. 2018 | 4                 | WC-Reinigungsstick: Reinigungsstab für die Toilette                                          | 22 %      | –         |
| 4     | 24. Feb. 2018 | 1                 | Mellowboards: Skateboard-E-Kit                                                               | 37 %      | –         |
| 4     | 24. Feb. 2018 | 1                 | Krempel: Multifunktionsuntersetzer                                                           | 63 %      | 12 %      |
| 4     | 24. Feb. 2018 | 2                 | Huggle: Funktionskleidung                                                                    | 78 %      | 58 %      |
| 4     | 24. Feb. 2018 | 2                 | Pellet Fackel: Gartenfackel                                                                  | 22 %      | –         |
| 4     | 24. Feb. 2018 | 3                 | Eckendiener: Fugen-Metalleckteil                                                             | 53 %      | 12 %      |
| 4     | 24. Feb. 2018 | 3                 | TAVAR: Magnet-Möbel-System                                                                   | 47 %      | –         |
| 4     | 24. Feb. 2018 | 4                 | Greenspoon: Teebeutellöffel                                                                  | 27 %      | –         |
| 4     | 24. Feb. 2018 | 4                 | Watroprop: Regenschutzscheibe für Motorradfahrer                                             | 73 %      | 18 %      |
| 5     | 3. Mär. 2018  | 1                 | Joystickbike                                                                                 | 38 %      | –         |
| 5     | 3. Mär. 2018  | 1                 | Bottle Buddy: Flaschenhalter                                                                 | 62 %      | 25 %      |
| 5     | 3. Mär. 2018  | 2                 | Drychter: Ventil-Trichter                                                                    | 88 %      | 43 % 1    |
| 5     | 3. Mär. 2018  | 2                 | Carnilo: Indoor-Hundeklo-Wiese                                                               | 12 %      | –         |
| 5     | 3. Mär. 2018  | 3                 | 1air-backpack: Rucksackbelüftung                                                             | 43 %      | –         |
| 5     | 3. Mär. 2018  | 3                 | Elixator: Wellness-Duschmixer                                                                | 57 %      | 12 %      |
| 5     | 3. Mär. 2018  | 4                 | Leaf Republic: nachhaltiger Papptellerersatz                                                 | 79 %      | 20 % 2    |
| 5     | 3. Mär. 2018  | 4                 | Beacher: Strandsandschutz                                                                    | 21 %      | –         |
| 6     | 10. Mär. 2018 | A                 | Dr!ft                                                                                        | raus      | –         |
| 6     | 10. Mär. 2018 | A                 | GA Shaker+                                                                                   | raus      | –         |
| 6     | 10. Mär. 2018 | A                 | Drychter                                                                                     | weiter    | 18 %      |
| 6     | 10. Mär. 2018 | A                 | TronicDrive                                                                                  | weiter    | 20 %      |
| 6     | 10. Mär. 2018 | B                 | Amabrush                                                                                     | raus      | –         |
| 6     | 10. Mär. 2018 | B                 | Huggle                                                                                       | raus      | –         |
| 6     | 10. Mär. 2018 | B                 | Leaf Republic                                                                                | weiter    | 27 %      |
| 6     | 10. Mär. 2018 | B                 | Faltos                                                                                       | weiter    | 35 %      |

### Staffel 2
Auf den Screenforce Days am 21. Juni 2018 wurde eine zweite Staffel angekündigt. Die Vorrunden wurden im Januar 2019 aufgezeichnet, das Live-Finale fand am 26. März 2019 statt. Die Vorrunden liefen ab dem 19. Februar immer dienstags um 20:15 Uhr. Im Vergleich zur ersten Staffel gab es einige Änderungen, so wird die Jury nun von Lea-Sophie Cramer, Gründerin und Geschäftsführerin des Erotik-Versandhändlers Amorelie, verstärkt. Außerdem treten die Erfindungen nun in thematisch passend Duellen gegeneinander an, beispielsweise im Bereich Haushaltsgegenstände oder Mobilität. Pro Vorrunde gibt es nun fünf Duelle mit jeweils zwei konkurrierenden Erfindungen. Das Voting zur Finalteilnahme findet nun, im Gegensatz zur ersten Staffel, ausschließlich durch das Publikum statt, die Jury trifft keine aktive Entscheidung. Auch der Werbedeal im Wert von 2,5 Millionen Euro als Finalpreis wurde durch ein Preisgeld in Höhe von 100.000 Euro ersetzt. Dieser wurde vom Rollikup, einer Rollstuhl-Anhängerkupplung gewonnen.
Legende:
| Folge | Ausstrahlung  | Duell bzw. Gruppe | Erfindung                                                                | 1. Voting | 2. Voting |
| ----- | ------------- | ----------------- | ------------------------------------------------------------------------ | --------- | --------- |
| 1     | 19. Feb. 2019 | 1                 | Schinkenfee: Wurstmaschine für Zuhause                                   | 21 %      | –         |
| 1     | 19. Feb. 2019 | 1                 | Wunderform: Faltbare Silikonbackform                                     | 79 %      | 51 %      |
| 1     | 19. Feb. 2019 | 2                 | UrmO: Tragbares Elektrofahrzeug                                          | 21 %      | –         |
| 1     | 19. Feb. 2019 | 2                 | Kwiggle Bike: Faltrad zum aufrechten Fahrradfahren                       | 79 %      | 13 %      |
| 1     | 19. Feb. 2019 | 3                 | ShoeTattoo: Aufkleber für die Schuhsohle                                 | 38 %      | –         |
| 1     | 19. Feb. 2019 | 3                 | Nails to go: Applikator für French Nails                                 | 62 %      | 1 %       |
| 1     | 19. Feb. 2019 | 4                 | Key-Mind: Aussperrschutz                                                 | 13 %      | –         |
| 1     | 19. Feb. 2019 | 4                 | HAGN: Aussperr- und Einbruchschutz                                       | 87 %      | 31 %      |
| 1     | 19. Feb. 2019 | 5                 | Pinch A Log: Holzzange                                                   | 78 %      | 4 %       |
| 1     | 19. Feb. 2019 | 5                 | Cheesetten: Griffe zum Anbringen an Käse                                 | 22 %      | –         |
| 2     | 26. Feb. 2019 | 1                 | Topfbein: Untersetzer aus Holz mit Magnetfunktion                        | 61 %      | 11 %      |
| 2     | 26. Feb. 2019 | 1                 | Tengo: Multifunktionales Küchenutensil                                   | 39 %      | –         |
| 2     | 26. Feb. 2019 | 2                 | GAADI: Fahrradschlauch mit zwei Enden                                    | 86 %      | 43 %      |
| 2     | 26. Feb. 2019 | 2                 | Transmantica MRT01: Zelt fürs Auto                                       | 14 %      | –         |
| 2     | 26. Feb. 2019 | 3                 | CleanTab: Mobiles, faltbares Essenstablett                               | 57 %      | 2 %       |
| 2     | 26. Feb. 2019 | 3                 | Officebook: Businessmappe mit LED-Beleuchtung und weiteren Features      | 43 %      | –         |
| 2     | 26. Feb. 2019 | 4                 | ClipIt: Magnetische Befestigung für Shampoo und Duschgel                 | 17 %      | –         |
| 2     | 26. Feb. 2019 | 4                 | BLINOS: Außenrollo mit Klemmmechanismus                                  | 83 %      | 33 %      |
| 2     | 26. Feb. 2019 | 5                 | CoolDownDrink Glas: Trinkglas zum Kühlen von Getränken                   | 55 %      | 11 %      |
| 2     | 26. Feb. 2019 | 5                 | EMPOT: Filterloser Kaffeebereiter                                        | 45 %      | –         |
| 3     | 5. Mär. 2019  | 1                 | Tami: Aufblasbare Hundebox                                               | 83 %      | 27 %      |
| 3     | 5. Mär. 2019  | 1                 | Topabox: Kreative Mülltonnenverkleidung                                  | 17 %      | –         |
| 3     | 5. Mär. 2019  | 2                 | Zoé Lu: Handtasche mit Wechselklappen                                    | 79 %      | 20 %      |
| 3     | 5. Mär. 2019  | 2                 | KLickSystem: Stöckelschuhe mit auswechselbarem Schuhabsatz               | 21 %      | –         |
| 3     | 5. Mär. 2019  | 3                 | VERSE: Smartmirror mit integriertem Display                              | 58 %      | 3 %       |
| 3     | 5. Mär. 2019  | 3                 | SiMore: 360° Spiegel mit Rückansicht                                     | 42 %      | –         |
| 3     | 5. Mär. 2019  | 4                 | OUTENTIC: Rucksack zum Tragen von Fahrrädern                             | 38 %      | –         |
| 3     | 5. Mär. 2019  | 4                 | Schleppr: Tragegurt für Flaschen und Kartons                             | 62 %      | 20 %      |
| 3     | 5. Mär. 2019  | 5                 | TReGo: Lastentrolly fürs Fahrrad                                         | 89 %      | 30 %      |
| 3     | 5. Mär. 2019  | 5                 | Multifunktioneller Einkaufswagen: Einkaufswagen fürs Fahrrad             | 11 %      | –         |
| 4     | 12. Mär. 2019 | 1                 | Kochblume: Überkochschutz                                                | 80 %      | 32 %      |
| 4     | 12. Mär. 2019 | 1                 | Horl: Rollschleifer zum Messerschärfen                                   | 20 %      | –         |
| 4     | 12. Mär. 2019 | 2                 | Jawlax: Wärmepads für die Kiefermuskulatur                               | 84 %      | 8 %       |
| 4     | 12. Mär. 2019 | 2                 | FocusCap: Schirmmütze mit ausklappbaren „Scheuklappen“                   | 16 %      | –         |
| 4     | 12. Mär. 2019 | 3                 | Sonnen-Ex: Blendschutz fürs Auto                                         | 90 %      | 27 %      |
| 4     | 12. Mär. 2019 | 3                 | SnoKick: Zusatzgerät für Schneeschaufeln                                 | 10 %      | –         |
| 4     | 12. Mär. 2019 | 4                 | Metamo: Multifunktionaler Bollerwagen                                    | 80 %      | 29 %      |
| 4     | 12. Mär. 2019 | 4                 | Paper Airplane Gun: Papierfliegerfaltmaschine                            | 20 %      | –         |
| 4     | 12. Mär. 2019 | 5                 | Hand Assisted Bike: Fahrrad mit Hand- und Fußantrieb                     | 31 %      | –         |
| 4     | 12. Mär. 2019 | 5                 | Pantera: Massage- und Trainingsgerät                                     | 69 %      | 4 %       |
| 5     | 19. Mär. 2019 | 1                 | CoolDoxx: Kombination aus Pflaster und Kühlkissen                        | 37 %      | –         |
| 5     | 19. Mär. 2019 | 1                 | Prosteril: Türgriff mit Händedesinfektionsmittel                         | 63 %      | 16 %      |
| 5     | 19. Mär. 2019 | 2                 | Schnellkuppler: Ankuppelhilfe für Anhänger                               | 9 %       | –         |
| 5     | 19. Mär. 2019 | 2                 | Rollikup: Kupplung für einen Rollstuhl                                   | 91 %      | 32 %      |
| 5     | 19. Mär. 2019 | 3                 | The Lace Case: Schnürsenkelverschlusssystem                              | 62 %      | 4 %       |
| 5     | 19. Mär. 2019 | 3                 | Powerbreather: Schnorchel mit zwei Rohren                                | 38 %      | –         |
| 5     | 19. Mär. 2019 | 4                 | Drillbutler: Bohrmaschinenaufsatz mit Absaugfunktion                     | 17 %      | –         |
| 5     | 19. Mär. 2019 | 4                 | Dusty-Brush: Kombination aus Staubsaugerdüse und Bürste                  | 83 %      | 18 %      |
| 5     | 19. Mär. 2019 | 5                 | Powdy: Portionierer für Babynahrung                                      | 39 %      | –         |
| 5     | 19. Mär. 2019 | 5                 | Verschüttungsfreier Löffel: Löffel ohne Verschütten bei zittrigen Händen | 61 %      | 30 %      |
| 6     | 26. März 2019 | 1                 | ADCase: Handyhülle mit aktiver Dämpfung                                  | 81 %      | 49 %      |
| 6     | 26. März 2019 | 1                 | SimyBall: Spielecontroller und Biofeedbackgerät in Ballform              | 19 %      | -         |
| 6     | 26. März 2019 | 2                 | ChocLoc: Schloss für (Nougatcreme-)Gläser                                | 22 %      | -         |
| 6     | 26. März 2019 | 2                 | Mütze: Verschließbarer Aufsatz für Streichwurst                          | 78 %      | 33 %      |
| 6     | 26. März 2019 | 3                 | LIGHT my WHEEL: Beleuchtung für Autofelgen                               | 66 %      | 18 %      |
| 6     | 26. März 2019 | 3                 | Duschkraft: Luftentfeuchter zum Schutz gegen Schimmel im Badezimmer      | 34 %      | -         |
| 6     | 26. März 2019 | Finale            | Wunderform                                                               | 8 %       | 8 %       |
| 6     | 26. März 2019 | Finale            | GAADI                                                                    | 11 %      | 11 %      |
| 6     | 26. März 2019 | Finale            | TReGo                                                                    | 11 %      | 11 %      |
| 6     | 26. März 2019 | Finale            | Kochblume                                                                | 15 %      | 15 %      |
| 6     | 26. März 2019 | Finale            | Rollikup                                                                 | 41 %      | 41 %      |
| 6     | 26. März 2019 | Finale            | ADCase                                                                   | 14 %      | 14 %      |

### Staffel 3
Die im Finale der vorherigen Staffel angekündigte dritte Staffel wurde im November 2019 aufgezeichnet und ab dem 29. Januar 2020 ausgestrahlt. Das Finale wurde am 4. März 2020 ausgestrahlt. Erstmals fand pro Sendung ein Nachwuchserfinderduell für Kinder zwischen 10 und 17 Jahren statt. Die Sieger dieser Duelle konnte sich für das Jugendfinale qualifizieren. Dessen Gewinner bekam eine Ausbildungsförderung in Höhe von 5.000 €.
Im Finale wurde das Ranking der Jurymitglieder mit dem Publikumsranking im Verhältnis 40:60 verrechnet. Der Erstplatzierte erhielt in jedem Ranking 6 Punkte, der Zweitplatzierte 5 usw. Dies ergibt eine maximal erreichbare Punktzahl von 60. Sieger der Staffel wurde mit 60 Punkten der Nachhälter.
Legende:
| Folge | Ausstrahlung  | Duell bzw. Gruppe | Erfindung                                                                                     | 1. Voting            | 2. Voting            |
| ----- | ------------- | ----------------- | --------------------------------------------------------------------------------------------- | -------------------- | -------------------- |
| 1     | 29. Jan. 2020 | 1                 | breathe ilo: Echtzeit-Ovulationstest                                                          | 62 %                 | 21 %                 |
| 1     | 29. Jan. 2020 | 1                 | Oxxxo Bodykat: Filter für Verdauungsgase                                                      | 38 %                 | -                    |
| 1     | 29. Jan. 2020 | 2 N               | Brötchenrutsche: Vorrichtung zum Einpacken von Brötchen in Bäckereien                         | Jugendfinale         | -                    |
| 1     | 29. Jan. 2020 | 2 N               | Intelligenter Lampenroboter: Tischlampe mit Handsensor                                        | -                    | -                    |
| 1     | 29. Jan. 2020 | 3                 | Flexi-Schubkarrenantrieb: Motorantrieb für Schubkarren                                        | 44 %                 | -                    |
| 1     | 29. Jan. 2020 | 3                 | Hubheck: Klappbarer Wagen zum Aufsammeln von Laub                                             | 56 %                 | 6 %                  |
| 1     | 29. Jan. 2020 | 4                 | Pull Up Suitcase: Innen zusammenfaltbarer Koffer                                              | 66 %                 | 24 %                 |
| 1     | 29. Jan. 2020 | 4                 | Traveldreams deluxe: Schlafmaske, Ohrenschutz und Nackenkissen in einem                       | 34 %                 | -                    |
| 1     | 29. Jan. 2020 | 5                 | Excentra: Suppenteller mit geneigtem Boden zum einfacheren Essen                              | 14 %                 | -                    |
| 1     | 29. Jan. 2020 | 5                 | Einhandteller: Teller mit Noppen, zum vereinfachten Essen mit einer Hand                      | 86 %                 | 49 %                 |
| 2     | 5. Feb. 2020  | 1                 | Easy Flips: Fahrradsitz und Buggy in einem                                                    | 38 %                 | -                    |
| 2     | 5. Feb. 2020  | 1                 | automatische Kinderwagenbremse                                                                | 62 %                 | 9 %                  |
| 2     | 5. Feb. 2020  | 2 N               | Mikrofaserfilter für Waschmaschinen                                                           | Jugendfinale         | -                    |
| 2     | 5. Feb. 2020  | 2 N               | Klapp: Klappbarer Zirkel und Geodreieck                                                       | -                    | -                    |
| 2     | 5. Feb. 2020  | 3                 | Flexdüse: flexibler Düsenaufsatz für Staubsauger                                              | 80 %                 | 60 %                 |
| 2     | 5. Feb. 2020  | 3                 | Klapster: klappbare Holztreppe                                                                | 20 %                 | -                    |
| 2     | 5. Feb. 2020  | 4                 | Cheers: Brotaufstrich aus Wein                                                                | 29 %                 | -                    |
| 2     | 5. Feb. 2020  | 4                 | Teaballs: Kügelchen aus Teeextrakten zum einfachen Aufbrühen                                  | 71 %                 | 14 %                 |
| 2     | 5. Feb. 2020  | 5                 | Special Roasting Tray: Bratenblech mit Ablaufhahn                                             | 36 %                 | -                    |
| 2     | 5. Feb. 2020  | 5                 | Skotti: Outdoorgrill zum Zusammenstecken                                                      | 64 %                 | 17 %                 |
| 3     | 12. Feb. 2020 | 1                 | Soulmat: Matratze mit individueller Härteregulierung                                          | 43 %                 | -                    |
| 3     | 12. Feb. 2020 | 1                 | Mitwachsmatratze: Waschbare Bett-Puzzleteile für wachsende Kinder                             | 57 %                 | 18 %                 |
| 3     | 12. Feb. 2020 | 2 N               | AirBlown Suitcase: Luftpolster-Koffer für gut gepolstertes Gepäck                             | Jugendfinale         | -                    |
| 3     | 12. Feb. 2020 | 2 N               | Kinderzimmertür als Rennbahn                                                                  | -                    | -                    |
| 3     | 12. Feb. 2020 | 3                 | Bumpli: Nachtlicht für Babyflaschen                                                           | 57 %                 | 34 %                 |
| 3     | 12. Feb. 2020 | 3                 | BOBBY: Wippautomatik für Babyschalen                                                          | 43 %                 | -                    |
| 3     | 12. Feb. 2020 | 4                 | Paketsafe: flexibler Paketkasten mit schnittsicherem Edelstahlnetz                            | 72 %                 | 44 %                 |
| 3     | 12. Feb. 2020 | 4                 | C-Boxx: Zigarettenschachtelbox mit Verzögerungsautomatik zur Rauchentwöhnung                  | 28 %                 | -                    |
| 3     | 12. Feb. 2020 | 5                 | Messy Bun Tube: Duttsocke                                                                     | 37 %                 | -                    |
| 3     | 12. Feb. 2020 | 5                 | zipUP: Verlängerung für Reißverschlüsse auf dem Rücken                                        | 63 %                 | 4 %                  |
| 4     | 19. Feb. 2020 | 1                 | fanclip: Getränkehalter für Stadionsitze                                                      | 51 %                 | 3 %                  |
| 4     | 19. Feb. 2020 | 1                 | BrauFässchen: Bierbrauset                                                                     | 49 %                 | -                    |
| 4     | 19. Feb. 2020 | 2 N               | Ortho-Load-Tracker: Orthese, die den gebrochenen Fuß per App vor zu starker Belastung schützt | Jugendfinale         | -                    |
| 4     | 19. Feb. 2020 | 2 N               | Hefterheft: Heft und Schnellhefter in einem                                                   | -                    | -                    |
| 4     | 19. Feb. 2020 | 3                 | HelioTent: Sonnenschutz- und Bräunungszelt                                                    | 27 %                 | -                    |
| 4     | 19. Feb. 2020 | 3                 | MediBech: Becher zur Erleichterung des Schluckens von Tabletten                               | 73 %                 | 6 %                  |
| 4     | 19. Feb. 2020 | 4                 | Löffli: Löffel mit Teigschaber-Prinzip                                                        | 75 %                 | 24 %                 |
| 4     | 19. Feb. 2020 | 4                 | butter-leaf: Butterdose mit integriertem Butterschäler                                        | 25 %                 | -                    |
| 4     | 19. Feb. 2020 | 5                 | Nachhälter: Biologisch abbaubare Tüte aus Zellulose                                           | 76 %                 | 67 %                 |
| 4     | 19. Feb. 2020 | 5                 | All in Wash: Universelles Seifenpulver zum Selbstmischen                                      | 24 %                 | -                    |
| 5     | 26. Feb. 2020 | 1                 | Trenux: Fahrradanhänger zum Einklappen                                                        | 56 %                 | 9 %                  |
| 5     | 26. Feb. 2020 | 1                 | Bikestail: Portabler Elektromotor für Fahrräder                                               | 44 %                 | -                    |
| 5     | 26. Feb. 2020 | 2 N               | Energiefußboden: erzeugt Strom durch Schritte und Bewegungen                                  | Jugendfinale         | -                    |
| 5     | 26. Feb. 2020 | 2 N               | Gitarrentrainer: Leuchtmechanismus und App zum Erlernen von Instrumenten                      | -                    | -                    |
| 5     | 26. Feb. 2020 | 3                 | Aquasec: Selbstaufblasende Rettungsboje                                                       | 53 %                 | 39 %                 |
| 5     | 26. Feb. 2020 | 3                 | Tocsen: Sturzsensor für Fahrradhelme                                                          | 47 %                 | -                    |
| 5     | 26. Feb. 2020 | 4                 | Kräuterelfe: Scherenaufsatz zum leichten Auffangen von Kräuterabschnitt                       | 39 %                 |                      |
| 5     | 26. Feb. 2020 | 4                 | C-Cutter: Zeichengerät zum Verkleinern von Kartons                                            | 61 %                 | 5 %                  |
| 5     | 26. Feb. 2020 | 5                 | Haltmal: Flaschenhalter und Insektenschutz                                                    | 86 %                 | 47 %                 |
| 5     | 26. Feb. 2020 | 5                 | Bier-Protector: Insektenschutz für Bierflaschen                                               | 14 %                 | -                    |
| 6     | 4. März 2020  | 1                 | ezyPICK: Zeitsparendes Paketband                                                              | 20 %                 | -                    |
| 6     | 4. März 2020  | 1                 | Twinshaver: Rasierer mit zwei Klingenköpfen für effektivere Rasur                             | 80 %                 | 17 %                 |
| 6     | 4. März 2020  | 2                 | Pinnns: Modular einsetzbares Wandhaltesystem                                                  | 58 %                 | 22 %                 |
| 6     | 4. März 2020  | 2                 | Gnubbel: Multifunktionaler Universal-Halter                                                   | 42 %                 | -                    |
| 6     | 4. März 2020  | 3                 | Drehfix: Universaldübel für sekundenschnelle Montage                                          | 71 %                 | 61 %                 |
| 6     | 4. März 2020  | 3                 | SixFix: Innovativer Schraubkopf, der 6 verschiedene Bits aufnehmen kann                       | 29 %                 | -                    |
| 6     | 4. März 2020  | Jugendfinale      | Brötchenrutsche                                                                               | Gewinner von 5.000 € | Gewinner von 5.000 € |
| 6     | 4. März 2020  | Jugendfinale      | Mikrofaserfilter                                                                              | -                    | -                    |
| 6     | 4. März 2020  | Jugendfinale      | AirBlown Suitcase                                                                             | -                    | -                    |
| 6     | 4. März 2020  | Jugendfinale      | Ortho-Load-Tracker                                                                            | -                    | -                    |
| 6     | 4. März 2020  | Jugendfinale      | Energiefußboden                                                                               | -                    | -                    |
| 6     | 4. März 2020  | Finale            | Einhandteller                                                                                 | 33 Punkte            | 33 Punkte            |
| 6     | 4. März 2020  | Finale            | Flexdüse                                                                                      | 40 Punkte            | 40 Punkte            |
| 6     | 4. März 2020  | Finale            | Paketsafe                                                                                     | 21 Punkte            | 21 Punkte            |
| 6     | 4. März 2020  | Finale            | Nachhälter                                                                                    | 60 Punkte            | 60 Punkte            |
| 6     | 4. März 2020  | Finale            | Haltmal                                                                                       | 11 Punkte            | 11 Punkte            |
| 6     | 4. März 2020  | Finale            | Drehfix                                                                                       | 45 Punkte            | 45 Punkte            |

## Rezeption

### Kritik zur 1. Staffel
Die Kritiken zur 1. Staffel sind eher negativ. Anja Rützel schrieb auf Spiegel Online, dass es beim Ding des Jahres nicht „um Marktfähigkeit, sondern um subjektive Begeisterung“ geht. Sie sei eine „Trullala-Version der Höhle der Löwen.“ Zudem seien viele Erfindungen nicht neu. Auf t-online.de wurden die Erfindungen ebenfalls negativ aufgenommen. Sie klingen „irgendwie […] nicht nach großartigen Verkaufshits und leicht nach einem Scherz.“ Auch die Einspielfilme zu den Produkten seien „extrem langatmig“, so Manuel Japes auf bild.de. Die Aufzeichnungslänge von ca. vier Stunden führe dazu, dass im Laufe der Folge das Studiopublikum, die Jury und die Moderatorin „ermüdet“ wirken und „merklich von der Langeweile anstecken“ lassen. „Hätte Stefan Raab die Sendung moderiert, wäre der Erfolg wahrscheinlich garantiert.“, so Japes.
Nach Peer Schader ist das Konzept „ein bisschen unterspektakulär - zumal es der Premiere an Abwechslung und Tempo fehlte.“ Jedoch schrieb er auf DWDL.de weiter, dass die Idee nicht schlecht sei. „Das Ding des Jahres könnte jederzeit ohne allzu große Anpassungen auch im Ersten laufen.“ Sie sei eine „sympathisch-solide TV-Unterhaltung für die ganze Familie.“ Doch nach Schader fehle der Show für ProSieben-Verhältnisse „ganz massiv an Fallhöhe und Tempo“ und passe nicht auf ProSieben, da der Sender es „sonst in seinen Shows so gerne krachen lässt.“
Eher positiver nahm Manuel Nunez Sanchez von Quotenmeter.de die Sendung auf. „Qualitativ wertig, personell (zumindest überwiegend) gut besetzt, aber eher ein Mitläufer als ein Trendsetter“, so Nunez Sanchez, der darüber hinaus allerdings auch den „erschreckend geringen Innovationsgrad“ kritisiert. Sein Kollege David Grzeschik ist überdies der Meinung, dass „ein genereller Quotenerfolg der ersten Staffel […] durchaus möglich [erscheint]; ordentlich produziert ist das Format zweifellos.“

### Kritik zur 2. Staffel
In der 2. Staffel wurde insbesondere die Kochblume, der Sieger der 4. Vorrunde, kritisiert. So sei „das potenzielle Ding des Jahres schon seit vielen Jahren im Handel“. Auf diese Kritik äußerte sich ProSieben-Sprecher Christoph Körfer. Laut ihm sei Das Ding des Jahres eine „Erfindershow und ein Wettbewerb für Erfindungen, die das große Publikum noch nicht kennt: Da ist es egal ob die Erfindung ein Prototyp, serienreif oder bereits im Verkauf ist.“

### Einschaltquoten
| Staffel | Folge | Sendung  | Datum                | Zuschauer | Zuschauer       | Marktanteil | Marktanteil     | Quelle        |
| Staffel | Folge | Sendung  | Datum                | Gesamt    | 14 bis 49 Jahre | Gesamt      | 14 bis 49 Jahre | Quelle        |
| ------- | ----- | -------- | -------------------- | --------- | --------------- | ----------- | --------------- | ------------- |
| 1       | 1     | Vorrunde | Fr, 9. Februar 2018  | 1,93 Mio. | 1,42 Mio.       | 6,5 %       | 14,9 %          | [ 24 ]        |
| 1       | 2     | Vorrunde | Sa, 10. Februar 2018 | 1,28 Mio. | 0,96 Mio.       | 4,3 %       | 10,1 %          | [ 25 ]        |
| 1       | 3     | Vorrunde | Sa, 17. Februar 2018 | 1,29 Mio. | 1,01 Mio.       | 4,1 %       | 10,2 %          | [ 26 ]        |
| 1       | 4     | Vorrunde | Sa, 24. Februar 2018 | 1,25 Mio. | 0,94 Mio.       | 4,0 %       | 9,2 %           | [ 27 ]        |
| 1       | 5     | Vorrunde | Sa, 3. März 2018     | 1,63 Mio. | 1,23 Mio.       | 5,3 %       | 12,3 %          | [ 28 ]        |
| 1       | 6     | Finale   | Sa, 10. März 2018    | 1,34 Mio. | 0,99 Mio.       | 4,5 %       | 10,6 %          | [ 29 ]        |
| 2       | 1     | Vorrunde | Di, 19. Februar 2019 | 1,56 Mio. | 1,16 Mio.       | 5,3 %       | 13,0 %          | [ 30 ]        |
| 2       | 2     | Vorrunde | Di, 26. Februar 2019 | 1,53 Mio. | 1,05 Mio.       | 5,5 %       | 13,1 %          | [ 31 ] [ 32 ] |
| 2       | 3     | Vorrunde | Di, 5. März 2019     | 1,48 Mio. | 1,11 Mio.       | 5,1 %       | 12,9 %          | [ 33 ]        |
| 2       | 4     | Vorrunde | Di, 12. März 2019    | 1,45 Mio. | 1,03 Mio.       | 5,0 %       | 11,9 %          | [ 34 ]        |
| 2       | 5     | Vorrunde | Di, 19. Mär. 2019    | 1,44 Mio. | 0,99 Mio.       | 5,2 %       | 11,6 %          | [ 35 ]        |
| 2       | 6     | Finale   | Di, 26. Mär. 2019    | 1,41 Mio. | 0,96 Mio.       | 5,0 %       | 10,8 %          | [ 36 ]        |
| 3       | 1     | Vorrunde | 29. Jan. 2020        | 1,29 Mio. | 0,80 Mio.       | 4,7 %       | 9,9 %           | [ 37 ]        |
| 3       | 2     | Vorrunde | 5. Feb. 2020         | 1,21 Mio. | 0,81 Mio.       | 4,1 %       | 9,1 %           | [ 38 ]        |
| 3       | 3     | Vorrunde | 12. Feb. 2020        | 1,26 Mio. | 0,78 Mio.       | 4,5 %       | 9,5 %           | [ 39 ]        |
| 3       | 4     | Vorrunde | 19. Feb. 2020        | 1,26 Mio. | 0,80 Mio.       | 4,3 %       | 9,5 %           | [ 40 ]        |
| 3       | 5     | Vorrunde | 26. Feb. 2020        | 1,34 Mio. | 0,81 Mio.       | 4,5 %       | 9,2 %           | [ 41 ]        |
| 3       | 6     | Finale   | 4. März 2020         | 1,24 Mio. | 0,81 Mio.       | 4,2 %       | 8,9 %           | [ 42 ]        |